# Michael Tait
Michael DeWayne Tait (18 de mayo de 1966) es un artista estadounidense de música cristiana contemporánea más conocido como Michael Tait.
A fines de la década de 1980, en conjunto con TobyMac y Kevin Max, formó la banda DC Talk  ganadores de cuatro premios Grammy, con la que Michael Tait ha lanzado cinco aclamados álbumes de estudio.
Tait también ha tenido éxito en su carrera en solitario, fundando una banda llamada Tait en 1997, con la cual realizó giras como solista hasta 2007. Luego se convirtió en el cantante principal de la banda cristiana de pop rock Newsboys en el 2009, hasta separarse del grupo en 2025.
Además de cantar, Tait también es un guitarrista autodidacta. Tait también tiene una hermana, Lynda Randle, que es una cantante de góspel sureño.

## Carrera musical

### DC Talk (1988-2001)
En 1984 durante la secundaria, en el área de Washington D. C.Michael Tait conoció a Toby McKeehan y juntos comenzaron a componer música. Michael y Toby conocieron a Kevin Max mientras asistían a la Universidad Liberty a mediados de la década de 1980..Los tres formaron la agrupación musical que ganó cuatro Grammys y lanzaron 5 aclamados álbumes de estudio. En 2000, la banda anunció una pausa con el lanzamiento de Intermission: the Greatest Hits mientras los tres miembros se dedicaban a proyectos en solitario. La banda no ha estado de gira junta desde 2001 (excepto una vez en Redmond, Washington en 2005 y cuando TobyMac hizo una aparición sorpresa en Winter Jam en 2010 en Nashville y cantó "Jesus Freak" con Tait). Los tres han grabado cuatro canciones juntos desde el anuncio de la pausa, incluido el remix de "Atmosphere" en el álbum de TobyMac de 2004 Welcome to Diverse City, una versión de la canción de Prince "The Cross" en el álbum de Kevin Max de 2007 The Blood, "Love Feels Like" en el álbum de TobyMac de 2015, This Is Not a Test y "Let's Roll" después de los ataques del 11 de septiembre de 2001.

### Tait (1997-2007)
Después de que se anunció la pausa de DC Talk, Tait dedicó más tiempo a su banda Tait (a la que nombró en honor a su padre, Nathel). Tait había formado parcialmente esta banda alrededor de 1997. Uno de los miembros originales era el guitarrista Pete Stewart (de la banda de hard rock Grammatrain), que aparece en el primer álbum, pero estuvo ausente en el segundo debido a que dejó la banda para trabajar en sus propios proyectos en solitario. En 2006, Tait anunció que estaban trabajando en un álbum titulado Loveology. Aunque Michael ahora está de gira como líder de los Newsboys, todavía tiene planes para lanzar Loveology. En una entrevista con John Dibiase de Jesusfreakhideout.com, afirmó que Loveology todavía está en proceso y será un proyecto separado de Newsboys. En la entrevista, Michael dijo: "Loveology se convertirá en algo sobre lo que escribiremos muy pronto. No puedo decírtelo ahora, pero es un proyecto entre los chicos, yo y Ben Moody, que es otro proyecto musical completo".

### Newsboys (2009-2025)

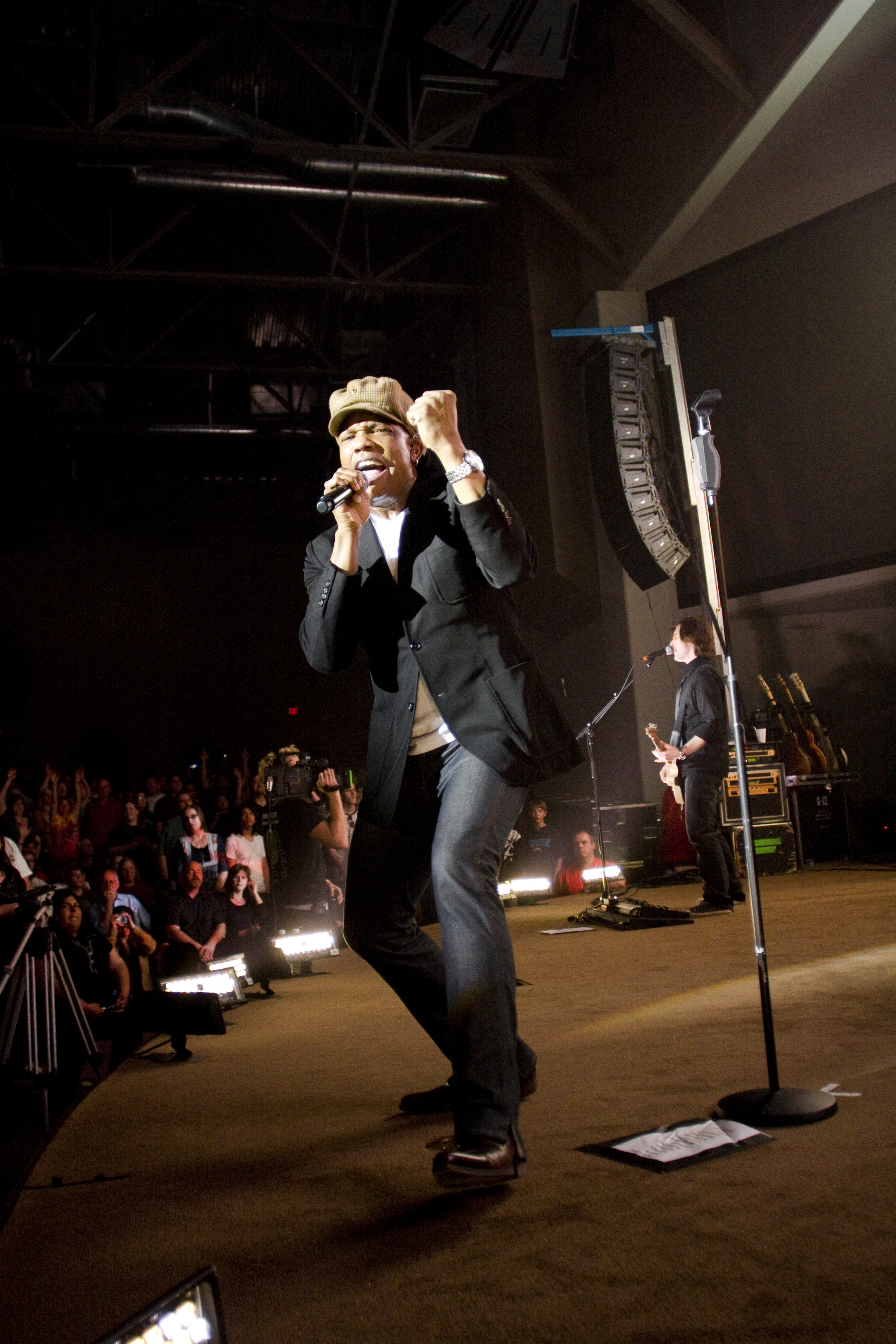
Michael Tait durante un concierto con los Newsboys en Toronto el 6 de abril de 2009.

La banda musical Newsboys publicó un comunicado oficial el 9 de marzo de 2009 que anunciaba a Michael Tait como el nuevo vocalista principal. DC Talk ya había realizado giras junto a Newsboys en la década de 1990. El 7 de marzo de 2009, Tait sorprendió a la multitud actuando como el cantante principal de Newsboys por primera vez y anunciando que sería el nuevo cantante principal de la banda. En el comunicado oficial publicado el 9 de marzo, Tait dijo: "Durante años, dc Talk y Newsboys han sido familia y, por lo tanto, han compartido los mismos fanáticos. Cuando recibí la llamada inicial de Newsboys para considerar unirme a la banda como cantante principal, ¡me quedé sin palabras! Inmediatamente busqué un sabio consejo e inundé los cielos con interminables oraciones pidiendo perspicacia y visión, y pronto recibí una paz clara y definitiva. El fin de semana pasado tuve la oportunidad de realizar mi primer show como líder de Newsboys ante una audiencia de 12,000 personas. Estaba completamente envuelto en amor y apoyo por parte de los fanáticos de Newsboys, quienes son claramente los mejores fanáticos del planeta. Ahora sé que aquí es exactamente donde pertenezco en este nuevo y maravilloso momento en la historia de mi vida. Este es definitivamente un punto culminante de mi carrera y de mis más de 20 años de caminar con Jesús, y me siento honrado, orgulloso y privilegiado de llamarme vendedor de periódicos".
El ex cantante principal de Newsboys, Peter Furler, fue la voz principal en el álbum de 2009 titulado In the Hands of God, aunque Michael Tait proporcionó voces de apoyo, junto con Jamie Rowe de Guardian. La última actuación de Furler como vocalista principal tuvo lugar durante una actuación en Disney's Night of Joy 2009. Michael interpretó la voz principal en la mayoría de las canciones, pero Peter salió a cantar en la canción "Breakfast".
En 2010, los nuevos integrantes de Newsboys anunciaron información sobre su decimoquinto álbum de estudio (y el primero con Tait como voz principal), Born Again, que fue lanzado el 13 de julio. ¡Eso fue seguido por la Navidad! A Newsboys Holiday, incluida una canción de Tait grabada previamente. En 2011, God's Not Dead y el seguimiento en vivo, Newsboys Live in Concert: God's Not Dead en 2012, Restart en 2013 y Hallelujah for the Cross en 2014.
Después del lanzamiento de Love Riot y United, los Newsboys lanzaron Stand el 1 de octubre de 2021. La banda lanzó una versión especial de la canción principal "Stand" con TobyMac como invitado.

## Otros proyectos
Tait también interpretó a Hero en !héroe También contribuyó a varios libros, incluidos los populares libros Jesus Freaks y Jesus Freaks II. También ha contribuido a los libros Under God y Living Under God con su compañero de banda DC Talk , TobyMac.

## Discografía

### con DC Talk
- DC Talk 1989
- Nu Thang
- Free at Last
- Supernatural
- the Supernatural Experience (Live)

### con Tait
- Empty (2001)
- Lose This Life (2003)

### con Newsboys

#### Álbumes de estudio
- Born Again (2010)
- God's Not Dead (2011)
- Restart (2013)
- Hallelujah for the Cross (2014)
- Love Riot (2016)
- United (2019)
- Stand (2021)

#### EP
- Christmas! A Newsboys Holiday (2010)

#### Álbumes en vivo
- En concierto en vivo: God's Not Dead (2012)

### Colaboraciones
- Carman - Addicted to Jesus - "Addicted to Jesus" (1992)
- Reality Check - Reality Check - "Apart from You" (1997)
- Rich Mullins - The Canticle of the Plains (1997)
- Pete Stewart - Pete Stewart - "Uphill Battle" (1999)
- Point of Grace - A Christmas Story - "Light of the World" (1999)
- Roaring Lambs - "Salt and Light" (with Ashley Cleveland) (2000)
- Jaci Velásquez - Crystal Clear - "Center of Your Love" (2000)
- Jennifer Knapp - The Way I Am - "Say Won't You Say" (2001)
- City on a Hill: It's Christmas Time - "It's Christmas Time", "O Holy Night" (2002)
- Newsboys - "The Fad of the Land" - Thrive (2002)
- Third Day - Offerings II: All I Have to Give - "God of Wonders [live]" (2003)
- TobyMac - Welcome to Diverse City - "Atmosphere (remix junto a DC Talk)" (como DC Talk) (2004)
- In the Name of Love: Artists United for Africa - "One" (U2 cover) (2004)
- DJ Maj - Boogiroot - "H.A.N.D.S." (2005)
- Building 429 - Rise - "Empty" (2006)
- Kevin Max - The Blood - "The Cross" (como DC Talk) (2007)
- Marc Scibilia - Fixity - "Worship Song" (2007)
- T-Bone - Bone-Appetit! - "Raised in Harlem" (2007). Previously released on !Hero (2003)
- Newsboys - In the Hands of God (2009)
- "Come Together Now (Music City Unites for Haiti)" (charity single, relief effort led by Michael W. Smith) (2010)
- JakeACE - Get Down Everybody - "Wings Like Eagles" (2010)
- Music Inspired by The Story - "Bring Us Home (Joshua)" junto a Blanca Callahan de Group 1 Crew y Lecrae (EMI Christian Music 2011)
- Karyn Williams - Only You - "Hey There" (2013)
- Lucía Parker;– Rey De Mi Universo - "El Rey Ya Viene"
- TobyMac;– This Is Not a Test - "Love Feels Like (junto a DC Talk)" (como DC Talk) (2015)
- TobyMac;– Hits Deep Live - "Love Feels Like [live]" (junto a DC Talk)" (como DC Talk) (2016)
- TobyMac -  Life After Death-space (ft. Kevin Max y Michael Tait) Como DC Talk 2022

## Videos musicales

### Con DC Talk
- "Heavenbound" (1989)
- "I Luv Rap Music" (1991)
- "Nu Thang" (1991)
- "Walls" (1992)
- "Jesus Is Just Alright" (1993)
- "The Hardway" (1994)
- "Luv Is a Verb" (1994)
- "Jesus Freak" (1995)
- "Between You and Me" (1996)
- "Colored People" (1997)
- "Day by Day" (1997)
- "My Friend, So Long" (1998)
- "Consume Me" (1999)

### Con Tait
- "Altars" (2001)
- "Lose This Life" (2003)

### Con Newsboys
- "Born Again" (2010)
- "Miracles" (2011)
- "God's Not Dead (Like a Lion)" (2012)
- "Live With Abandon" (2013)
- "That's How You Change The World" (2014)
- "We Believe" (2014)
- "Guilty"  [from the film God's Not Dead 2] (2015)
- "Crazy" (2016)
- "Hero" (2016)
- "Guilty" (2016)

### Vídeos de apariciones especiales
- "Addicted to Jesus" by Carman (1992)
- "AKA Public School" by Audio Adrenaline (1993)
- "I Can Only Imagine" by MercyMe (2001)
- "Thrive: Live from the Rock & Roll Hall of Fame" by Newsboys (2002)
- "Mountaintop" by The City Harmonic (2013)

## Vida personal
Tait tiene cinco hermanas y tres hermanos, una de ellas es la cantante contralto de góspel sureño Lynda Randle.
Tait le dijo al presentador de Fox News Radio, Todd Starnes, en febrero de 2016 que apoyaba a Ted Cruz para la presidencia en las elecciones de 2016. Tait firmó una carta oponiéndose al juicio político del presidente Donald Trump en diciembre de 2019 y también participó en el mitin Evangélicos por Trump en enero de 2020.
En el 2021, apareció en Candace, un programa de comentarios políticos presentado por la activista conservadora Candace Owens. 
En 2025, decidió dejar la banda Newsboys. Posteriormente, recibió acusaciones por actos realizados durante sus giras como banda. Ante esas acusaciones el propio Michael Tait reconoció sus acciones señalando que vivía una doble vida
.